# Jim Loscutoff
James Loscutoff, né le 4 février 1930 à San Francisco (Californie) et mort le 1er décembre 2015 à Naples (Floride), est un ancien joueur américain professionnel de basket-ball de NBA avec les Celtics de Boston.

## Carrière

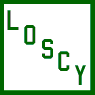
Les Celtics ont honoré Loscutoff en pendant son surnom de « Loscy » aux poutres de leur salle.

Il évolua au lycée Grant Tech à Oakland, Californie et plus tard avec les Ducks de l'Oregon. Mesurant 1,96 m, Loscutoff fut sélectionné au troisième rang du premier tour de la Draft 1955 de la NBA. En neuf saisons, de 1955 à 1964, il joua au poste d'ailier et remporta officiellement six titres de champion NBA avec la légendaire équipe des Celtics des années 1960, bien que son équipe fut championne en 1960, il ne fut pas de la campagne et donc ce trophée ne peut figurer à son palmarès, la réglementation en NBA exigeant d'avoir joué au moins un match d'une campagne de playoffs pour être compté comme faisant partie intégrante de l'effectif. Il fut choisi par l'entraîneur Red Auerbach pour apporter plus d'énergie défensive à l'équipe des Celtics, qui avait un des pires bilans défensifs de la ligue.
Loscutoff était le « Hatchet man », le « coupeur de tête » ou « chien de garde » attitré des Celtics, sa défense étant partie prenante de la réussite défensive des Celtics des années 1960, en compagnie du Hall of Famer Bill Russell.
Les surnoms de Loscutoff étaient « Jungle Jim » et « Loscy ». Loscutoff vit entre la Floride et Andover (Massachusetts), où sa famille possède un centre aéré pour les enfants.
Les Celtics souhaitent honorer Loscutoff, mais il réclama que son numéro de maillot, le 18, ne soit pas retiré afin qu'un autre joueur des Celtics puisse le porter. La franchise hissèrent alors une bannière avec son surnom de « Loscy ». Le numéro 18 fut plus tard retiré pour honorer Dave Cowens.

## Palmarès
- Champion NBA en 1957, 1959, 1960, 1961, 1962, 1963 et 1964 avec les Celtics de Boston.